# Canis lupus mackenzii
Canis lupus mackenzii és una subespècie del llop (Canis lupus).

## Descripció
- És de mida mitjana.
- Presenta una àmplia gamma de colors: des del blanc fins al blanc groguenc i des del gris fins al negre, tot i que n'hi ha exemplars amb una barreja de tots aquests colors.[2]

## Alimentació
La seva principal font d'aliment és el caribú, encara que també pot menjar rosegadors i salmons.

## Distribució geogràfica
Es troba a l'est del riu Mackenzie, als Territoris del Nord-oest: des de la costa àrtica fins al Gran Llac dels Ossos.

## Estat de conservació
Es troba en perill d'extinció.